# Culicoides flaviscriptus
Culicoides flaviscriptus är en tvåvingeart som beskrevs av Tokunaga 1959. Culicoides flaviscriptus ingår i släktet Culicoides och familjen svidknott. Inga underarter finns listade i Catalogue of Life.